# Brión
Brión ist eine spanische Gemeinde in der Autonomen Gemeinschaft Galicien. Brión ist auch eine Stadt und eine Parroquia sowie der Verwaltungssitz der gleichnamigen Gemeinde. Die 8.197 Einwohner (Stand: 2024), leben auf einer Fläche von 74,73 km², 86,5 km von der Provinzhauptstadt A Coruña entfernt.

## Gemeindegliederung
Die Gemeinde Brión ist in neun Parroquias gegliedert:
| Parroquias                 | Patrozinium  | Einwohner 2024 | Fläche km² | Dichte Einw./km² | Höhe msnm | Ortskennzahl |
| -------------------------- | ------------ | -------------- | ---------- | ---------------- | --------- | ------------ |
| Os Ánxeles                 | Santa María  | 3.575          | 7,30       | 490              | 44        | 15013010000  |
| Bastavales                 | San Xulián   | 1.487          | 14,78      | 101              | 0         | 15013020000  |
| Boullón                    | San Miguel   | 197            | 3,27       | 60               | 276       | 15013040000  |
| Brión                      | San Fins     | 1.648          | 8,94       | 184              | 189       | 15013050000  |
| Cornanda                   | Santa María  | 168            | 9,03       | 19               | 306       | 15013060000  |
| Luaña                      | San Xulián   | 357            | 13,73      | 26               | 359       | 15013070000  |
| Ons                        | Santa María  | 195            | 5,91       | 33               | 214       | 15013080000  |
| San Salvador de Bastavales | San Salvador | 244            | 2,02       | 121              | 0         | 15013030000  |
| Viceso                     | Santa María  | 274            | 9,89       | 28               | 175       | 15013090000  |

## Wirtschaft
| Ackerbau, Viehzucht und Fischerei                                                  | 0121  | 03,42  |
| Industrie                                                                          | 0357  | 010,08 |
| Bauwirtschaft                                                                      | 0286  | 08,07  |
| Dienstleistungsbetriebe                                                            | 2.779 | 078,44 |
| Total                                                                              | 3.543 | 100,00 |
| * Daten aus dem Statistischen Amt für Wirtschaftliche Entwicklung in Galicien, IGE |       |        |